# Musée royal de la Saskatchewan
Le musée royal de la Saskatchewan (Royal Saskatchewan Museum en anglais) est un musée fondé à Regina en Saskatchewan au Canada en tant que musée provincial (Provincial Museum) en 1906. Il s'agit du premier musée de la Saskatchewan et du premier musée provincial des Prairies canadiennes. Il a pour mission de « sécuriser et préserver les spécimens naturels historiques et les objets d'intérêt historique et ethnologique. »